# The New Pope
The New Pope è una serie televisiva del 2020, creata e diretta da Paolo Sorrentino per Sky Atlantic, HBO e Canal+.
È il sequel di The Young Pope (2016), sebbene inizialmente fosse stata annunciata come seconda stagione e racconta la storia di un nuovo Papa. È stata ambientata a Gaeta. La serie, prodotta da Lorenzo Mieli e Mario Gianani per Wildside e co-prodotta da Haut et Court TV e Mediapro, in Italia va in onda su Sky Atlantic dal 10 gennaio 2020.

## Trama
Sono passati nove mesi da quando Papa Pio XIII, al secolo Lenny Belardo, è caduto in coma e così il Segretario di Stato Voiello e gli altri cardinali si trovano costretti a eleggere un nuovo pontefice. Sempre nel tentativo di scegliere un papa facilmente manovrabile la scelta ricade sul mite cardinale Tommaso Viglietti, il quale tuttavia, come il suo predecessore, si rivela tutt'altro che accondiscendente: assunto infatti il nome pontificale di Francesco II, lancia una linea del tutto nuova incentrata sulla povertà senza alcuna remora.
Pochi giorni dopo, tuttavia, Francesco II ha un malore fatale (secondo alcune voci si tratta della longa manus di Voiello, così Viglietti viene accostato a Giovanni Paolo I) e dunque si rende necessario un nuovo conclave: vista la necessità di trovare una via di mezzo tra gli ultimi due pontefici, la scelta ricade su Sir John Brannox, un cardinale inglese dalla personalità complessa e fragile, appassionato seguace di John Henry Newman.
Brannox, inizialmente riluttante, accetta la proposta di Voiello anche per riscattare un'esistenza di dolore (i suoi genitori non gli hanno infatti mai perdonato la morte del fratello gemello Adam, cui il futuro pontefice non ha potuto prestare soccorso dopo un incidente sugli sci a causa della sua dipendenza da eroina) e assume il nome di Giovanni Paolo III. La sua fragilità, tuttavia, diventa ben presto un ostacolo insormontabile finché non accade l'impensabile: Pio XIII, "declassato" a papa emerito, si risveglia dal coma e assieme i due pontefici decidono di affrontare la minaccia montante del terrorismo.
Giovanni Paolo III dunque si dimette mentre Lenny, poco tempo dopo aver ripreso il pontificato, muore dopo aver abbracciato i fedeli in San Pietro. Col conclave successivo alla morte di Pio XIII, il cardinal Voiello viene eletto al soglio pontificio come nuovo Papa.

## Episodi
| Stagione       | Episodi | Prima TV |
| -------------- | ------- | -------- |
| Prima stagione | 9       | 2020     |

## Personaggi e interpreti

### Personaggi principali
- Sir John Brannox/Papa Giovanni Paolo III, interpretato da John Malkovich, doppiato da Luca Biagini.
- Lenny Belardo/Papa Pio XIII, interpretato da Jude Law, doppiato da Riccardo Niseem Onorato.
- Cardinale Angelo Voiello, interpretato da Silvio Orlando.
- Sofia Dubois, interpretata da Cécile de France, doppiata da Francesca Fiorentini.
- Cardinale Bernardo Gutierrez, interpretato da Javier Cámara, doppiato da Marco Mete.
- Esther Aubry, interpretata da Ludivine Sagnier, doppiata da Valentina Mari.
- Danny, interpretato da Henry Goodman, doppiato da Gianni Giuliano.
- Cardinale Mario Assente, interpretato da Maurizio Lombardi.
- Tommaso Viglietti/Papa Francesco II, interpretato da Marcello Romolo.
- Cardinale Spalletta, interpretato da Massimo Ghini.
- Bauer, interpretato da Mark Ivanir, doppiato da Stefano Benassi.
- Professor Helmer Lindegard, interpretato da Ulrich Thomsen, doppiato da Massimo De Ambrosis.

### Personaggi secondari
- Cardinale Aguirre, interpretato da Ramón García, doppiato da Bruno Alessandro.
- Monsignor Luigi Cavallo, interpretato da Antonio Petrocelli.
- Tomas Altbruck, interpretato da Tomas Arana, doppiato da Fabrizio Pucci.
- Suor Lisette, interpretata da Nora Waldstätten, doppiata da Domitilla D'Amico.
- Suor Pamela, interpretata da Jessica Piccolo Valerani.
- Badessa, interpretata da Kiruna Stamell, doppiata da Perla Liberatori.
- Suor Caterina, interpretata da Eco Andriolo.
- Suor Ivanka, interpretata da Agnieszka Jania.
- Duilio Guicciardini, interpretato da Claudio Bigagli.
- Fabiano, interpretato da Alessandro Riceci.
- Marilyn Manson, interpretato da se stesso, doppiato da Simone Mori.
- Sharon Stone, interpretata da se stessa, doppiata da Cristiana Lionello.[4][5]
- intervistatrice di Esther, interpretata da Marina Viro.
- Ewa Novak, interpretata da Yuliya Snigir.
- Franco, interpretato da Giancarlo Fares.

## Promozione
Il primo teaser trailer è stato diffuso il 29 agosto 2019. Due episodi sono stati mostrati in anteprima alla 76ª Mostra internazionale d'arte cinematografica di Venezia. Il secondo trailer della serie è stato diffuso il 3 novembre 2019, rivelando la data di uscita: gennaio 2020.

## Distribuzione
Ha esordito il 10 gennaio 2020 su Sky Atlantic in Italia, il 12 gennaio Sky Atlantic nel Regno Unito e in Irlanda, il 13 gennaio su HBO negli Stati Uniti e su Canal+ in Francia.